# Gregor Schenk von Osterwitz

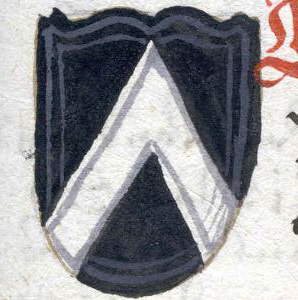
Wappen des Gregor Schenk von Osterwitz in einer Salzburger Chronik, nach 1587

Gregor Schenk von Osterwitz († 9. Mai 1403) war von 1396 bis 1403 Salzburger Erzbischof und zugleich Administrator der inkorporierten Reichsprälatur Berchtesgaden.
Am 10. April 1396 wurde schon fünf Tage nach dem Tod des Vorgängers Pilgrim II. von Puchheim der neue Erzbischof gewählt. Gregor stammt aus dem Kärntner Herrengeschlecht der Schenken von Osterwitz. Seit 1367 war er Domherr, seit 1387 dann Dompropst in Salzburg.

## Gregor Schenk als Erzbischof
Zwar sagte Gregor den unzufriedenen Landständen des Erzstifts Salzburg vor seiner Wahl die Erfüllung ihrer Forderungen zu, er hielt sich aber nach der Wahl nicht an diese Zusage und regierte ebenso autoritär wie sein Vorgänger. Seine Regierungsarbeit war dabei überschattet vom Schisma der Päpste und dem langen Kampf um die deutsche Königskrone. Der Salzburger Erzbischof unterstützte vorsichtig die Absetzung des deutschen Königs Wenzel und die Einsetzung Ruprechts von der Pfalz, vor allem nachdem dieser ihm alle Rechte und Privilegien einschließlich der Inkorporation des Klosterstifts Berchtesgaden bestätigt hatte.
Auch Bonifatius IX. bestätigte die Inkorporation 1402.
Erzbischof Gregor konnte auf eine sehr erfolgreiche Wirtschaftspolitik verweisen. Er setzte die Ausstattung der Städte und Märkte mit Privilegien, die unter seinen Vorgängern begonnen wurde, fort. Mit dem Erlös der guten Einkünfte erwarb der Erzbischof vom Bistum Passau die Herrschaft Mattsee samt Straßwalchen.
Unter diesem Erzbischof erreicht das Fürsterzbistum seine größte Ausdehnung. Seine autoritäre Haltung, in der er sich vielfach über lang erworbene Rechte der Landstände hinwegsetzte, und die zahlreichen Verpflichtungen, die sein Vorgänger Pilgrim eingegangen war, führten trotz der äußerlich sehr erfolgreichen Regierungsarbeit zu immer größerer Unzufriedenheit innerhalb des Adels.
Gregor Schenk von Osterwitz wurde im Salzburger Dom vor dem Taufstein beigesetzt.